# MAN Lion's Intercity
Le MAN Lion's Intercity est un autocar de ligne interurbaine fabriqué par le constructeur allemand MAN à partir de 2015.

## Caractéristiques

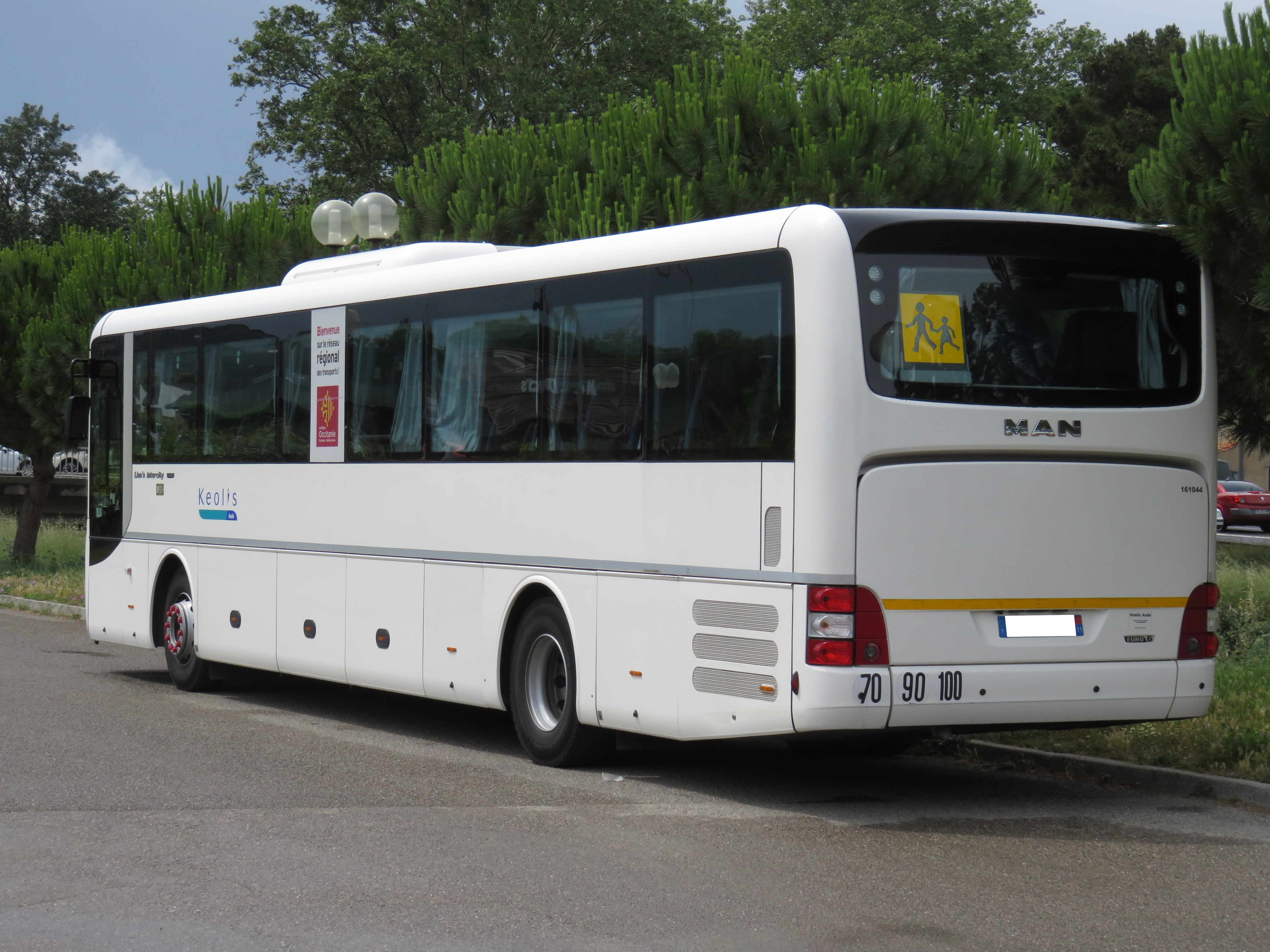
Vue arrière

## Historique
Il est produit depuis 2015.

## MAN Lion's Intercity LE (2021)

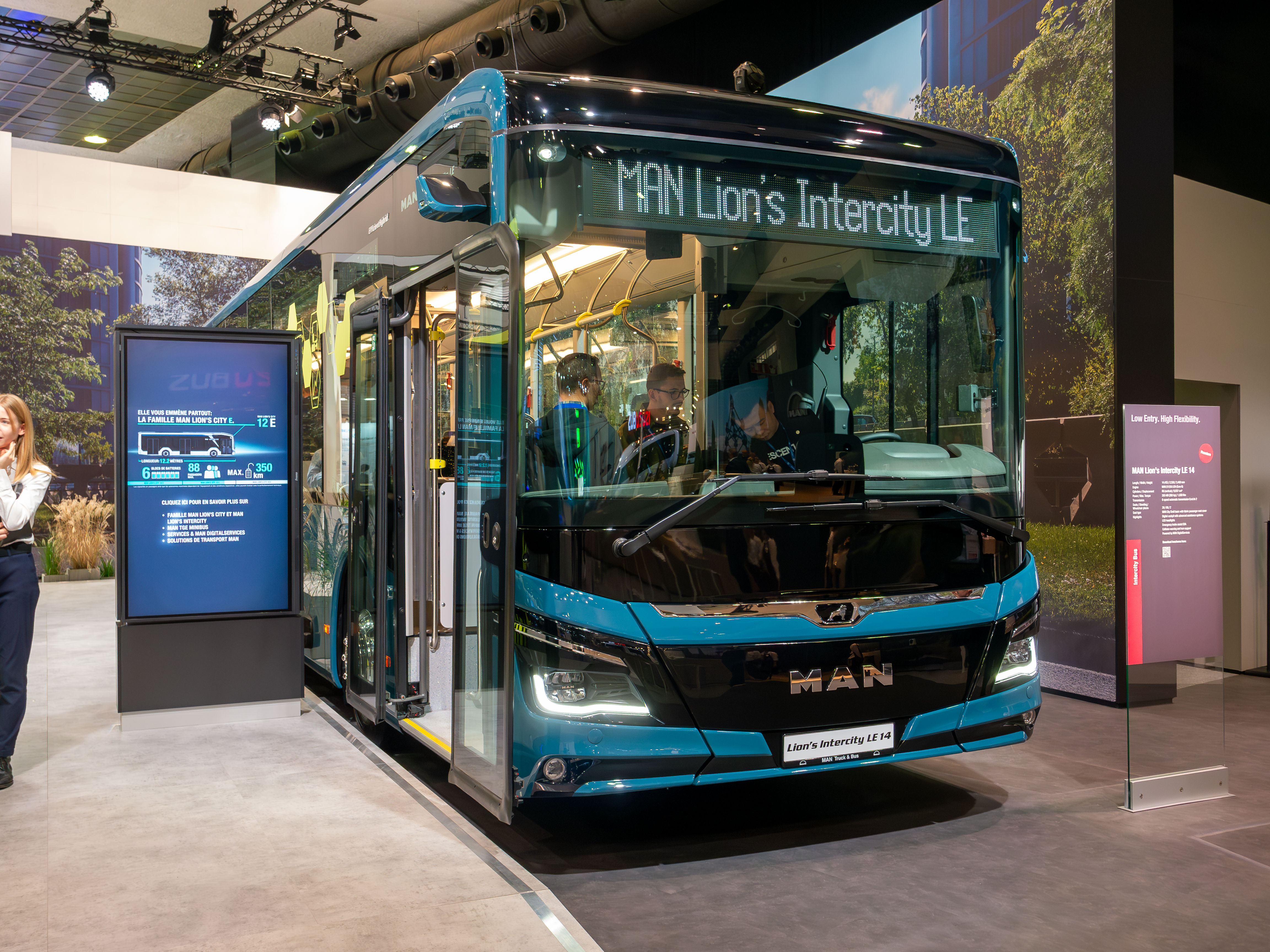
MAN Lion's Intercity LE 14

Cet autocar low-entry a été présenté à Munich en 2021. Il remplace les Lion's City LE et Lion's City Ü. C'est un concurrent des Iveco Crossway LE, Scania Citywide LE et Setra S 415 LE Business.